# Izbice
Izbice település Szerbiában, a Raskai körzet Novi Pazar-i községében.

## Népesség
- 1948-ban 738 lakosa volt.
- 1953-ban 804 lakosa volt.
- 1961-ben 927 lakosa volt.
- 1971-ben 979 lakosa volt.
- 1981-ben 1256 lakosa volt.
- 1991-ben 1676 lakosa volt.
- 2002-ben 1949 lakosa volt, melyből 941 bosnyák (48,28%), 739 szerb (37,91%), 222 muzulmán (11,39%), 12 roma, 4 montenegrói és 7 ismeretlen nemzetiségűek.